# Stairs of Sand
Pour plus de détails, voir Fiche technique et Distribution.
Stairs of Sand est un film américain réalisé par Otto Brower, sorti en 1929.

## Fiche technique
- Titre : Stairs of Sand
- Réalisation : Otto Brower
- Scénario : J. Walter Ruben, Sam Mintz (en), Ben Grauman Kohn et Agnes Brand Leahy (en) d'après le roman de Zane Grey
- Photographie : Rex Wimpy (en)
- Montage : Frances Marsh (en)
- Société de production : Paramount Pictures
- Pays de production : États-Unis
- Format : Noir et blanc - 1,33:1 - Film muet
- Genre : western
- Date de sortie : 1929

## Distribution
- Wallace Beery : Lacey
- Jean Arthur : Ruth Hutt
- Phillips Holmes : Adam Wansfell
- Fred Kohler : Boss Stone
- Chester Conklin : Tim
- Guy Oliver : Shériff Collishaw